# Easy Life
Easy Life — англійський альтернативний інді-поп гурт, заснований в Лестері в 2017 році. 
Вони посіли друге місце в щорічному музичному опитуванні BBC Sound of... 2020 року, яке проводить BBC Radio 1 серед музичних критиків і діячів індустрії, щоб знайти найперспективніших нових музичних талантів. 
Їх третій мікстейп, Junk Food, через день після випуску, посів 7 місце в чарті UK Albums Chart. 
28 травня 2021 року гурт Easy Life випустив дебютний студійний альбом Life's a Beach.

## Історія
Гурт Easy Life був створений фронтменом Мюрреєм Матраверсом у середині 2017 року.
Вони випустили свій перший сингл «Pockets» через лейбл Chess Club Records у листопаді 2017 року,  а згодом підписали контракт з лейблом Island Records.
У квітні 2018 року гурт Easy Life випустив свій дебютний мікстейп Creature Habits.
Після випуску синглів «Frank» у липні 2018 року та «Nightmares» у вересні 2018 року гурт з’явився на телевізійному музичному шоу Later... with Jools Holland.
У грудні 2018 року гурт Easy Life випустив свій четвертий сингл «Temporary Love Part 1» / «Temporary Love Part 2».
У 2022 році вони вийшли на фестиваль Pyramid Stage в Glastonbury, це була їхня друга поява на фестивалі в Glastonbury та видатний крок вперед у порівнянні з першим на BBC Introducing. Вони виступали разом із колишнім учасником гурту Brockhampton, Кевіном Абстрактом, який приєднався до них на сцені та одразу забув свій куплет. У березні вони випустили свій другий мікстейп Spaceships, що містить сингл «Sunday».
Гурт Easy Life був хедлайнером сцени BBC Introducing на фестивалі Glastonbury Festival у червні.
Дебютувавши на шоу Енні Мак (Annie Mac), «Hottest Record», на BBC Radio 1, у липні, гурт випустив сингл «Earth». Музичне відео, присвячене екологічним питанням, було знято на заводі з переробки пластику в Марокко.
28 травня 2021 року гурт Easy Life випустив свій дебютний альбом Life's a Beach. Він посів другу позицію в чарті UK Albums Chart. Вони випустили свій другий альбом «Maybe in Another Life...» 7 жовтня 2022 року. Як і перший альбом гурту, він також досяг другого місця в чарті UK Albums Chart.
2 жовтня 2023 року гурт оголосив, що EasyGroup, конгломерат венчурного капіталу, подав до суду на них за порушення авторських прав. Компанія стверджує, що гурт використовував бренд і зображення EasyJet, дочірньої компанії EasyGroup, у своєму турі Life's a Beach у 2021 та 2022 роках.

## Учасники гурту
- Мюррей Матраверс (Murray Matravers) — вокал, синтезатор, клавішні, труба
- Олівер Кессіді (Oliver Cassidy) — ударні, перкусія
- Сем Хьюітт (Sam Hewitt) — бас-гітара, саксофон, бек-вокал
- Льюїс Александр Беррі (Lewis Alexander Berry) — гітара, бас-гітара
- Джордан Бертлз (Jordan Birtles) — перкусія, клавішні, бек-вокал

## Дискографія

### Студійні альбоми
| Life's a Beach                                                                      | - Реліз: 28 травня 2021 - Лейбл: Island - Формат: LP, digital download, streaming, CD | 2 | 47 | 4 | - BPI: Silver |
| MAYBE IN ANOTHER LIFE...                                                            | - Реліз: 7 жовтня 2022 - Лейбл: Island - Формат: LP, digital download, streaming, CD  | 2 | —  | 2 |               |
| "—" позначає запис, який не потрапив у чарти або не був випущений на цій території. |                                                                                       |   |    |   |               |

### Мікстейпи
| creature habits                                                                     | - Реліз: 29 березня 2018 - Лейбл: Easy Co Limited / Island - Формат: Digital download, streaming, vinyl | — | —  |
| spaceships                                                                          | - Реліз: 22 березня 2019 - Лейбл: Easy Co Limited / Island - Формат: Digital download, streaming, vinyl | — | —  |
| junk food                                                                           | - Реліз: 17 січня 2020 - Лейбл: Island - Формат: Cassette, CD, digital download, streaming, vinyl       | 7 | 23 |
| see you later maybe never (demos)                                                   | - Реліз: 8 травня 2020 - Лейбл: Island - Формат: Digital download, streaming                            | — | —  |
| "—" позначає запис, який не потрапив у чарти або не був випущений на цій території. | |   |    |

### Сингли
| "pockets"                                                                           | 2017 | —  | —  | —  |               | creature habits                   |
| "frank"                                                                             | 2018 | —  | —  | —  |               | Сингл без альбому                 |
| "nightmares"                                                                        | 2018 | 54 | —  | 82 | - BPI: Silver | life's a beach                    |
| "temporary love"                                                                    | 2018 | —  | —  | —  |               | Сингл без альбому                 |
| "houseplants"                                                                       | 2019 | —  | —  | —  |               | Сингл без альбому                 |
| "sunday"                                                                            | 2019 | —  | —  | —  |               | spaceships                        |
| "earth"                                                                             | 2019 | —  | —  | —  |               | junk food                         |
| "nice guys"                                                                         | 2019 | —  | —  | —  |               | junk food                         |
| "sangria" (featuring Arlo Parks)                                                    | 2019 | —  | —  | —  |               | junk food                         |
| "dead celebrities"                                                                  | 2020 | —  | —  | —  |               | junk food                         |
| "peanut butter" / "petty crime"                                                     | 2020 | —  | —  | —  |               | see you later maybe never (demos) |
| "daydreams"                                                                         | 2020 | —  | —  | —  |               | life's a beach                    |
| "a message to myself"                                                               | 2021 | —  | —  | —  |               | life's a beach                    |
| "skeletons"                                                                         | 2021 | —  | 14 | —  |               | life's a beach                    |
| "have a great day"                                                                  | 2021 | —  | 9  | —  |               | life's a beach                    |
| "ocean view"                                                                        | 2021 | —  | 18 | —  |               | life's a beach                    |
| "BEESWAX"                                                                           | 2022 | —  | —  | —  |               | MAYBE IN ANOTHER LIFE...          |
| "DEAR MISS HOLLOWAY" (featuring Kevin Abstract)                                     | 2022 | —  | —  | —  |               | MAYBE IN ANOTHER LIFE...          |
| "OTT" (featuring BENEE)                                                             | 2022 | —  | —  | —  |               | MAYBE IN ANOTHER LIFE...          |
| "FORTUNE COOKIE"                                                                    | 2022 | —  | —  | —  |               | MAYBE IN ANOTHER LIFE...          |
| "trust exercises"                                                                   | 2023 | 4  | —  | —  |               | Сингл без альбому                 |
| "—" позначає запис, який не потрапив у чарти або не був випущений на цій території. |      |    |    |    |               |                                   |

## Нагороди та номінації
| Рік  | Номінант / праця | Нагорода                 | Результат |
| ---- | ---------------- | ------------------------ | --------- |
| 2020 | Easy Life        | NME Best New British Act | Перемога  |